# Aeródromo Las Mercedes
El Aeródromo Las Mercedes (OACI: SCLM), es un terminal aéreo ubicado junto a la localidad de San Javier de Loncomilla, Provincia de Linares, Región del Maule, Chile. Es de propiedad privada.